# Kathie Sarachild
Kathie Sarachild, född Amatniek 1943, är en amerikansk radikalfeminist.
Sarachild tillhörde en grupp radikala kvinnor som planerade och i januari 1968, under en demonstration mot Vietnamkriget i Washington, D.C., genomförde ”begravningen av den traditionella kvinnligheten” som en medvetandehöjande handling och i en broschyr inför denna demonstration myntade parollen "Sisterhood is Powerful". Hon blev mest betydelsefull för utvecklandet av begreppet medvetandehöjande och metoden för att genomföra denna. Tillsammans med en grupp radikala kvinnor i New York och i samarbete med en annan grupp kvinnor i Florida skrev hon A Program for Feminist "Consciousness Raising" avsedd för spridning på den första National Women’s Liberation Conference, vilken hölls i närheten av Chicago under Thanksgivinghelgen 1968. Hon kom även att tillhöra den 1969 grundande organisationen Redstockings.